# Ржепецкий, Антон Карлович
Антон Карлович Ржепецкий (1 сентября 1868, Киев, Российская империя — 6 декабря 1932 года, Ницца, Франция) — украинский общественный и политический деятель, Министр финансов Украинской Державы (май-декабрь 1918 г.), член партии конституционных демократов.

## Биография
Потомок старинного польского дворянского рода Ржепецких.

Работал сотрудником в кредитных финансовых учреждениях, затем директор банка и советник Киевской городской думы, председатель Общества взаимного кредита в Киеве, член Киевской городской Думы. 

Во время Первой мировой войны руководил акцией «Татьянинского Комитета» созданного с целью помощи беженцам.
Как министр финансов Украинской Державы приложил много усилий для укрепления гривны, защищал украинские экономические интересы в переговорах с Германией и отстаивал право Украины на Крым, вместе с тем выступал против украинизации государственной администрации и был сторонником идеи федерации с демократической Россией. Оставался на этом посту при обеих сменах кабинета в октябре и ноябре 1918 года. Свою задачу он видел в создании национальной денежной системы, обеспечении валюте высокого курса. На некоторое время ему удалось стабилизировать расшатанную финансовую систему и создать государственный бюджет. 

После падения Украинской державы арестован правительством Директории, но позже освобождён.
Бежал в Константинополь, создал итало-русское Общество по снабжению армии А. И. Деникина продовольствием и обмундированием. Перебрался в Италию, распространял парижские издания русской эмиграции, затем переехал на Юг Франции.
Масон, в 1929—1932 член парижской ложи «Юпитер» № 536 Великой ложи Франции.
Жил в Ницце.
Похоронен на русском кладбище Кокад.